# Disarm the Descent
Disarm the Descent è il sesto album in studio del gruppo musicale statunitense Killswitch Engage, pubblicato nell'aprile 2013 dalla Roadrunner Records.

## Tracce
1. The Hell in Me – 2:57
2. Beyond the Flames – 2:53
3. The New Awakening – 3:30
4. In Due Time – 3:18
5. A Tribute to the Fallen – 4:02
6. Turning Point – 3:12
7. All We Have – 3:20
8. You Don't Bleed for Me – 3:20
9. The Call – 2:50
10. No End in Sight – 3:29
11. Always – 4:33
12. Time Will Not Remain – 3:13

## Formazione
- Jesse Leach - voce
- Adam Dutkiewicz - chitarra, cori
- Joel Stroetzel - chitarra
- Mike D'Antonio – basso
- Justin Foley - batteria

## Classifiche
| Classifica (2013) | Posizione massima |
| ----------------- | ----------------- |
| Giappone          | 55                |
| Regno Unito       | 15                |
| Stati Uniti       | 7                 |